# Tiphodytes setosus
Tiphodytes setosus is een vliesvleugelig insect uit de familie van de Scelionidae. De wetenschappelijke naam van de soort is voor het eerst geldig gepubliceerd in 1902 door De-Stefani Perez.